# Cyrillus (cratère)
Cyrillus est un cratère lunaire situé sur la face visible de la Lune. Il se trouve près du Sinus Asperitatis au nord de la Mare Nectaris. Le cratère Cyrillus est en partie dans le cratère voisin Theophilus. Cyrillus est situé dans les parages des cratères Mädler, Beaumont, Isidorus et Gaudibert. L'intérieur du cratère Cyrillus possède une petite colline centrale ainsi que la présence d'un de ses cratères satellites, le "Cyrillus A".  À l'extérieur, ses rebords sont formés de remparts découpés en terrasses multiples, engendrées par le phénomène de rebond isostatique et les glissements de terrain.
Avec les deux autres grands cratères voisins Catharina et Theophilus, ils forment tous les trois un groupe proéminent ceinturé par la courbe de la falaise Rupes Altai.
En 1935, l'Union astronomique internationale a donné, à ce cratère lunaire, le nom du patriarche Cyrille d'Alexandrie.
Par convention, les cratères satellites sont identifiés sur les cartes lunaires en plaçant la lettre sur le côté du point central du cratère qui est le plus proche de Cyrillus.
| Cyrillus | Latitude | Longitude | Diamètre |
| -------- | -------- | --------- | -------- |
| A        | 13.8° S  | 23.1° E   | 17 km    |
| C        | 12.3° S  | 21.5° E   | 12 km    |
| E        | 15.8° S  | 25.3° E   | 11 km    |
| F        | 15.3° S  | 25.5° E   | 44 km    |
| G        | 15.6° S  | 26.6° E   | 8 km     |

Le cratère satellite "Cyrillus B" est dénommé depuis 1976 Ibn-Rushd.